# Рева (река)
Рева (англ. Rewa River) — река в западной, наветренной части острова Вити-Леву (Фиджи). Исток реки находится у подножия горы Томаниви, высочайшей точки страны. Длина Рева составляет около 145 км, что делает её крупнейшей рекой Фиджи. Площадь же речного бассейна достигает около 3000 км². Впадает в бухту Лаукала, недалеко от города Сува, столицы страны. Во время тропических циклонов и сильных дождей река часто выходит из берегов и затопляет прибрежные районы.
У Рева имеются два крупных притока — реки Ваинибука и Винимала. Река судоходна на протяжении 100 км от устья. В устье образуется обширная дельта, из которой в море попадает большое количество аллювиальной почвы. На берегах реки расположено свыше 200 населённых пунктов (в основном это небольшие деревни).